# (1052) Belgica
(1052) Belgica ist ein Asteroid des Hauptgürtels, der am 15. November 1925 vom belgischen Astronomen Eugène Joseph Delporte in Ukkel entdeckt wurde. 
Der Asteroid ist Belgien, dem Heimatland des Entdeckers, gewidmet.